# Эпи
Эпи (англ. Epi) — остров в архипелаге Новые Гебриды, принадлежит Вануату, входит в состав провинции Шефа. Историческое название — Тасико.

## География

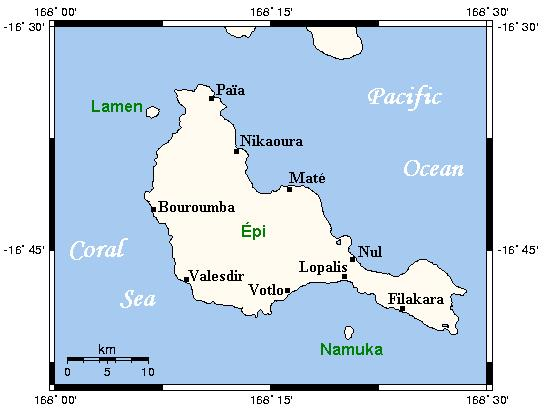
Карта острова

Остров Эпи находится в центральной части архипелага Новые Гебриды, в Тихом океане, примерно в 1200 км к северо-востоку от Австралии. К югу-востоку от острова расположены острова Шеперд, к северу — остров Амбрим, к северо-западу — остров Малекула.
Длина острова с северо-запада на юго-восток составляет 43 км, ширина — 18 км. Площадь Эпи — 444,7 км². Береговая линия 133,3 км.
Остров имеет вулканическое происхождение. Острова Эпи и Тонгоа в прошлом представляли собой единый остров Куваэ (бисл.  Kuwae) (название было заимствовано из устных легенд островов, расположенных в юго-востоку от Эпи). Однако после крупного извержения одноимённого вулкана в 1452 году Куваэ был разрушен: в результате образовались два самостоятельных острова и крупная кальдера овальной формы (12 x 6 км). Это извержение, крупнейшее за последние 10 тысяч лет (в атмосферу было выброшено до 35 км³ вулканического материала), повлияло не только на географию и историю архипелага Новые Гебриды, но и оказывало воздействие на глобальный климат в течение нескольких лет.
На Эпи расположены два вулкана: Алломбеи на западе острова и Помаре (Тавани-Кутали) на востоке, являющийся высшей точкой Эпи (833 м). Вблизи берега расположены два подводных вулкана — Нитаиа (3 км от брега) и Кейп-Коун (4 км).
В северо-западной части Эпи расположен пляж, омываемый бухтой Ламен-Бей, а недалеко от побережья находится остров Ламен (численность населения — около 500 человек). В северо-восточной части острова находится морской заповедник Никаура (англ. Nikaura Marine Protected Area).
Климат на Эпи влажный тропический. Среднегодовое количество осадков превышает 2500 мм. Остров подвержен землетрясениям, циклонам, вулканическим извержениям.

## История
Европейским первооткрывателем острова стал английский путешественник Джеймс Кук, открывший остров в 1774 году.
В марте 1906 года Эпи, как и другие острова Новых Гебрид, стали совместным владением Франции и Британии, то есть архипелаг получил статус англо-французского кондоминиума.
30 июня 1980 года Новые Гебриды получили независимость от Великобритании и Франции, и остров Эпи стал территорией Республики Вануату.

## Население
В 2009 году население составляло 5207 человек. Основное занятие местных жителей — сельское хозяйство. На западном и северо-восточном побережье расположены плантации кокосовой пальмы, из эндосперма орехов которой островитяне производят копру. Другие важные культуры — арахис и кава. На Эпи действуют два аэропорта.
Основными языками общения на острове являются бислама, французский и английский, хотя также используются местные языки:
- баки (200 носителей в 1981 году; распространён в западной части острова),
- биеребо (450 носителей в 1981 году; распространён в западной части острова),
- биериа (170 носителей в 1981 году; распространён в южной части острова),
- ламену (750 носителей в 1986 году; распространён в северо-западной части острова, на острове Ламену),
- лево (750 носителей в 1986 году; распространён в восточной части острова),
- маии (100 носителей в 1981 году; распространён в юго-западной части острова),
- северный эфате (3000 носителей в 1983 году; распространён в юго-восточной части острова, на острове Эфате, Нгуна, Тонгоа)[8].